# Partido Cañuelas
Cañuelas ist der Name eines Verwaltungsgebietes (Partido) der argentinischen Provinz Buenos Aires und auch der Name dessen Hauptortes. Es ist Teil des Ballungsraumes von Gran Buenos Aires.
Der Partido Cañuelas ist mit 1.203 km² und 51.892 Einwohnern (Stand von 2007) zugleich das größte und am wenigsten besiedelte Verwaltungsgebiet des Aglomerado Metropolitano Gran Buenos Aires. Zwischen 1991 und 2001 nahm die Bevölkerung um 37,78 % zu. Zwischen 2001 und 2007 nahm die Bevölkerung um 5.031 Personen zu, das entspricht einem Zuwachs von fast 12 %. In der gleichnamigen Stadt Cañuelas leben ca. 31.000 Menschen.

## Städte
- Cañuelas, Hauptstadt
- Alejandro Petión: 434 Einwohner
- El Taladro
- Gobernador Udaondo: 210 Einwohner
- La Noria
- Máximo Paz: 1.910 Einwohner
- Santa Rosa
- Uribelarrea: 836 Einwohner
- Vicente Casares: 629 Einwohner